# Lago de la Casa de Campo
El lago de la Casa de Campo es un estanque artificial de origen renacentista, situado en el parque homónimo, dentro de una de las superficies forestales más extensas de Madrid (España). Procede de la conjunción parcial de una serie de embalses primitivos, construidos en los años 1560 por Pierre Jasen y Adrian van der Müller, dentro del proyecto paisajístico que Felipe II encomendó al arquitecto Juan Bautista de Toledo, para el acondicionamiento del Real Sitio de la Casa de Campo.
El lago actual posee una superficie de 80 150 m² y tiene un volumen de agua de 164 883 m³. Dispone de un embarcadero, que posibilita la navegación recreativa, y está habilitado para la práctica de ciertos deportes, como el remo olímpico, el piragüismo, el kayak-polo,  la pesca deportiva con retorno o el triatlón. 

## Toponimia
El topónimo del lago hace referencia al parque donde se ubica, llamado Casa de Campo por la existencia en uno de sus extremos de una villa de recreo, edificada en 1519. La citada residencia se conoce como Palacio de los Vargas o Palacio de la Casa de Campo.

## Historia

### SiglosXVIyXVII

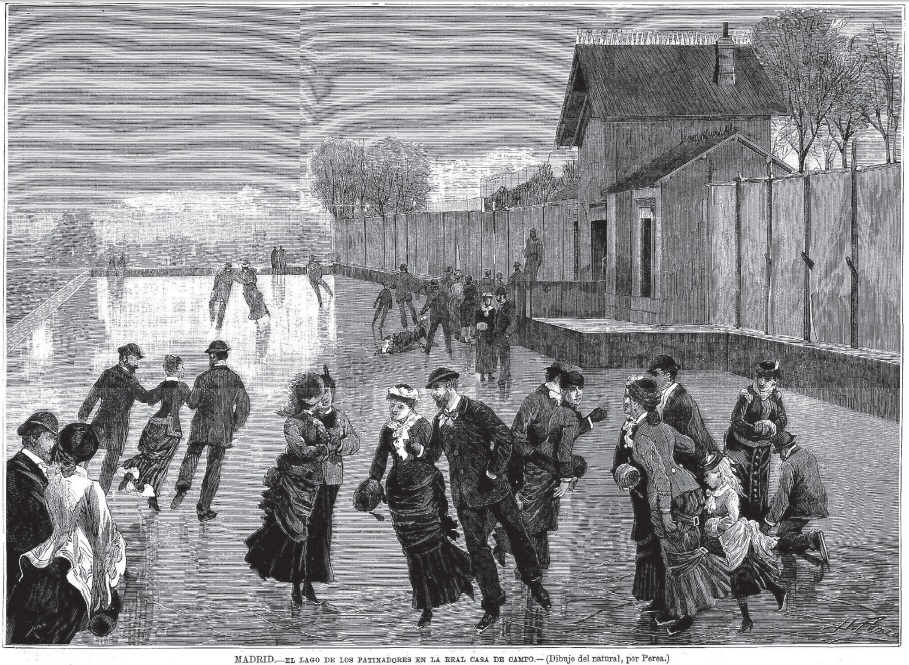
El lago de los patinadores en la Real Casa de Campo, dibujo de Daniel Perea aparecido en la revista La Ilustración Española y Americana el 22 de enero de 1880.

El proyecto paisajístico ideado por Juan Bautista de Toledo comenzó a ejecutarse en 1562, tras la compra, por parte de Felipe II, del llamado Palacio de los Vargas, alrededor del cual fueron anexionadas varias fincas, que darían lugar al Real Sitio de la Casa de Campo.

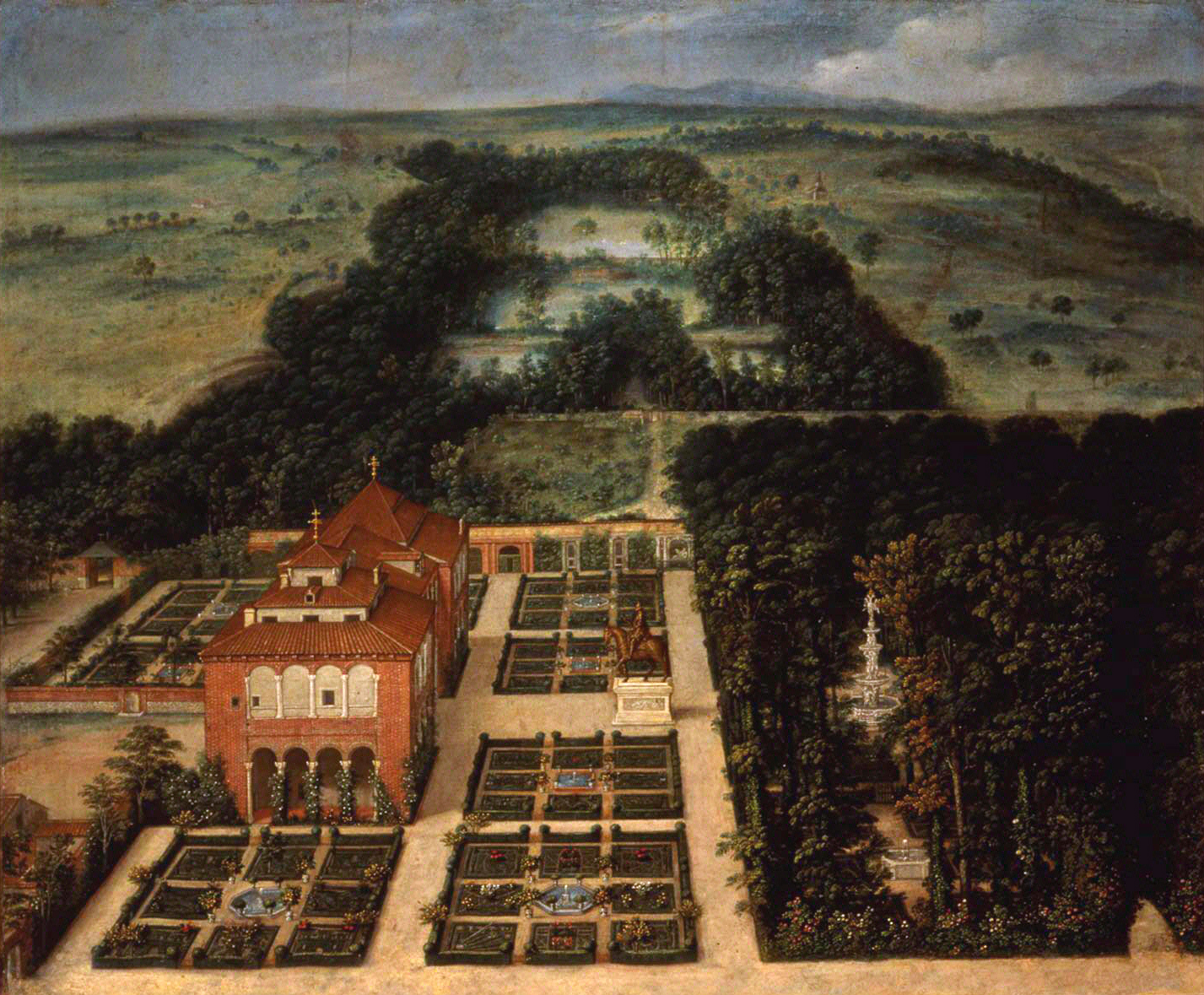
Paisaje de la Casa de Campo, de Félix Castello (1634). Museo de Historia de Madrid. Los lagos primitivos aparecen al fondo, en perspectiva, detrás del Palacio de los Vargas, situado en primer término.

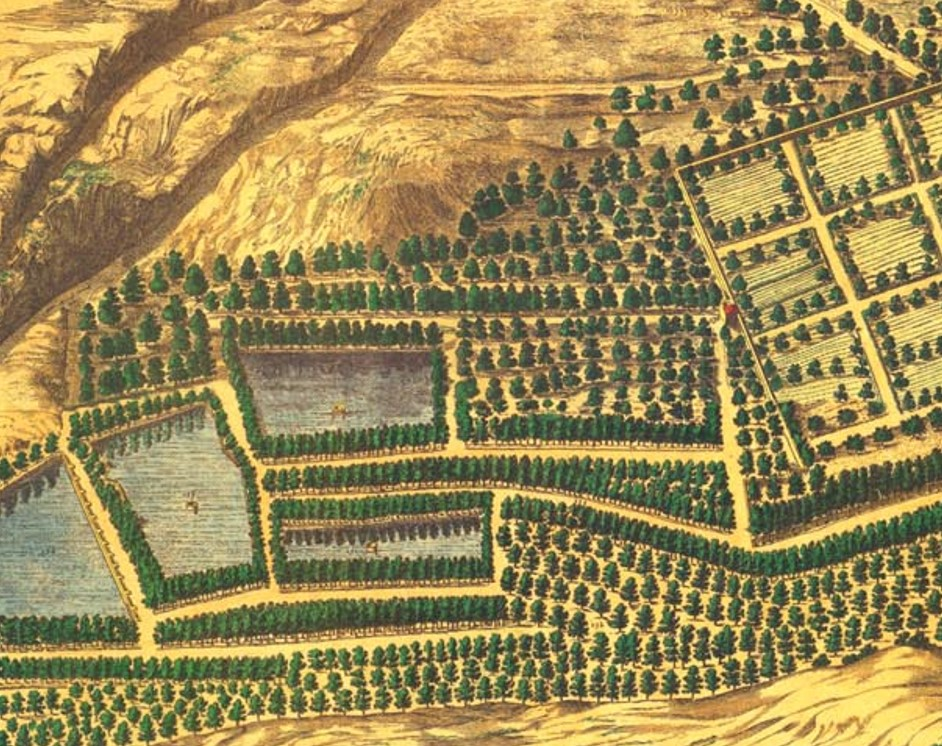
Fragmento del plano de Madrid de Pedro Teixeira (1656), con los lagos a la izquierda. El cartógrafo portugués solo representó cuatro de los cinco estanques originales, aunque en la leyenda reseñó el nombre de todos ellos.

Los primeros trabajos realizados dentro de este plan fueron diferentes infraestructuras hidráulicas, entre las que se encontraban cinco estanques contiguos, que se surtían del cercano arroyo Meaques a través de canalizaciones. Fueron creados por un equipo de ingenieros y fontaneros que el rey hizo traer de los Países Bajos, con Pietre Jansen y Adrian van der Müller como figuras más destacadas. 
Estos estanques no solo tenían una función ornamental, sino que también eran utilizados como reservas de peces, que se cultivaban para el consumo humano. En algunos de ellos también era posible navegar, por medio de embarcaciones ligeras, e incluso se practicaba el patinaje sobre hielo. Existe constancia de que en el invierno de 1593 Felipe III, cuando todavía era príncipe, organizó una sesión de patinaje sobre la superficie helada de uno de los embalses.
Cada uno de los lagos tenía planta rectangular. Estaban separados entre sí por estrechos diques, que fueron construidos a partir de técnicas típicamente holandesas, como el doble muro de fábrica con relleno de tierra compactada.
El régimen pluvial del arroyo que abastecía a los cinco lagos hacía que, en época de fuertes lluvias, los diques de separación se inundasen, de tal manera que todos ellos quedaban unidos en una sola lámina de agua.
Los estanques estaban identificados con los nombres «Grande, «del Norte», «del Medio», «Longuillo» y «de la Higuera», tal y como se aprecia en el plano de Madrid que Pedro Teixeira elaboró en 1656. En este mapa también pueden distinguirse una suerte de pequeños surtidores, ubicados en la parte central de tres de los embalses, el «del Medio», el «del Norte» y el «Longuillo».
Debieron concluirse en 1570, ya que en este año Pietre Jansen tomó la decisión de regresar a su país de origen. En esas mismas fechas fueron plantados entre 200 y 300 chopos en los contornos de los lagos, provenientes de los jardines y bosques de Aranjuez.

### SigloXVIII
En el siglo XVIII fue construido un sexto embalse, pero no de manera contigua, sino en un lugar exento, cerca de la desaparecida Iglesia de la Torrecilla, donde hoy día se levantan unas instalaciones de tenis. Fue conocido con los topónimos de «Estanque Chico», «de la Sartén» o «Tenquero», nombre este último que alude a la tenca, una especie piscícola que ahí se cultivaba.

### SigloXIX
Con el paso del tiempo y la falta de mantenimiento, algunos de los embalses terminaron secándose, de tal modo que, llegado el siglo XIX, solo se conservaban tres de los cinco trazados durante el Renacimiento. 
Uno de ellos, el «Grande», el más occidental, fue adaptado durante el reinado de Alfonso XII para la práctica del patinaje sobre hielo, razón por la cual empezó a ser conocido como «Estanque de Patines». En 1876 fue edificada en una de sus riberas la Casa de los Patines, que después Alfonso XIII mandó reformar, a partir de un proyecto de Rafael Ripollés, llevado a cabo entre 1909 y 1915.
Con respecto a los otros dos embalses que aún se mantenían, el «del Norte» y el «del Medio», estos realmente formaban una única masa de agua, al haberse sumergido la lengua de tierra que los dividía. Para reforzar esa sensación de unidad, se procedió a modelar su perímetro, a partir de un diseño ondulante, muy alejado de su planta geométrica original, en línea con los gustos tardorrománticos de la época, al tiempo que fue construido un embarcadero. De esta intervención surgió el lago que ha llegado a nuestros días.

### SiglosXXyXXI
En el siglo XX, con la proclamación de la Segunda República (1931-1939), los estanques pasaron a manos municipales, tras incautar el Estado el Real Sitio de la Casa de Campo y cedérselo al Ayuntamiento de Madrid. Según se señala en un informe realizado por el consistorio, se encontraban en condiciones aceptables, excepción hecha del «Tenquero», construido en el siglo XVIII, que a esas alturas prácticamente había desaparecido. Tras producirse la apertura al público general por parte del gobierno republicano, se notificaron una serie de actos vandálicos tales como fogatas o destrozo de parterres en los alrededores del lago, llegando a producirse numerosos cortes de digestión por bañarse después de haber comido e, incluso, una muerte por ahogamiento. Tras estos sucesos el gobierno hizo un llamamiento público a la calma y el respeto de este nuevo espacio público.

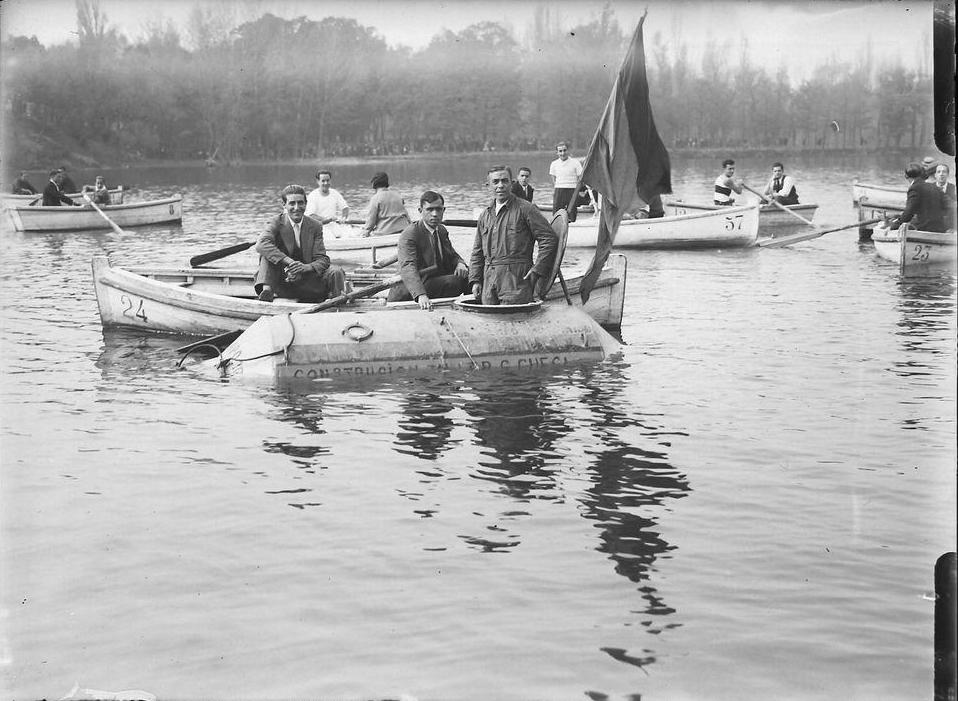
El inventor Adrián Álvarez Ruiz durante las pruebas de su generador de aire, celebradas en el lago de la Casa de Campo el 24 de octubre de 1932.

El 24 de octubre de 1932, ante la presencia de unas 15 000 personas, el lago principal acogió las primeras pruebas del llamado generador de aire, un dispositivo inventado por Adrián Álvarez Ruiz, dirigido a perfeccionar los sistemas de generación de aire de los submarinos. Dicha prueba duró alrededor de noventa minutos y se interrumpió por avería.
Al comienzo de la Guerra Civil, en el contexto de la defensa de Madrid y, más concretamente, de la batalla de la Ciudad Universitaria, disputada en noviembre de 1936, se produjeron numerosos combates en la franja de tierra comprendida entre los lagos y el puente de los Franceses.
En 1968 el estanque de los Patines fue desecado. Sobre su lecho se extiende hoy día una amplia explanada, que se utiliza como aparcamiento, cercana a la Glorieta de Patines, denominada así en referencia a su antiguo uso. 
El lago actual, resultado de la conjunción de dos de los cinco embalses promovidos por Felipe II, el «del Norte» y el «del Medio», ha sido objeto de numerosas intervenciones en los siglos XX y XXI, encaminadas a su adecuación para uso deportivo y recreativo. En la primavera de 1992, le fue instalado un surtidor de 60 m de altura, que puede autorregularse en función de la velocidad de viento, a través de un anemómetro situado en la orilla. En 1995 se procedió al vaciado y posterior retirada de fango y limpieza del fondo lacustre. Los peces que en aquel entonces lo habitaban fueron trasladados por empleados municipales a los viveros de Puerta de Hierro. En el año 2007 se inicia la depuración de sus aguas. En 2017 se acometió la reconstrucción y modernización del muro de contención, una reforma integral para la cual se volvió a vaciar el estanque y se retiró nuevamente el lodo depositado.

## Características

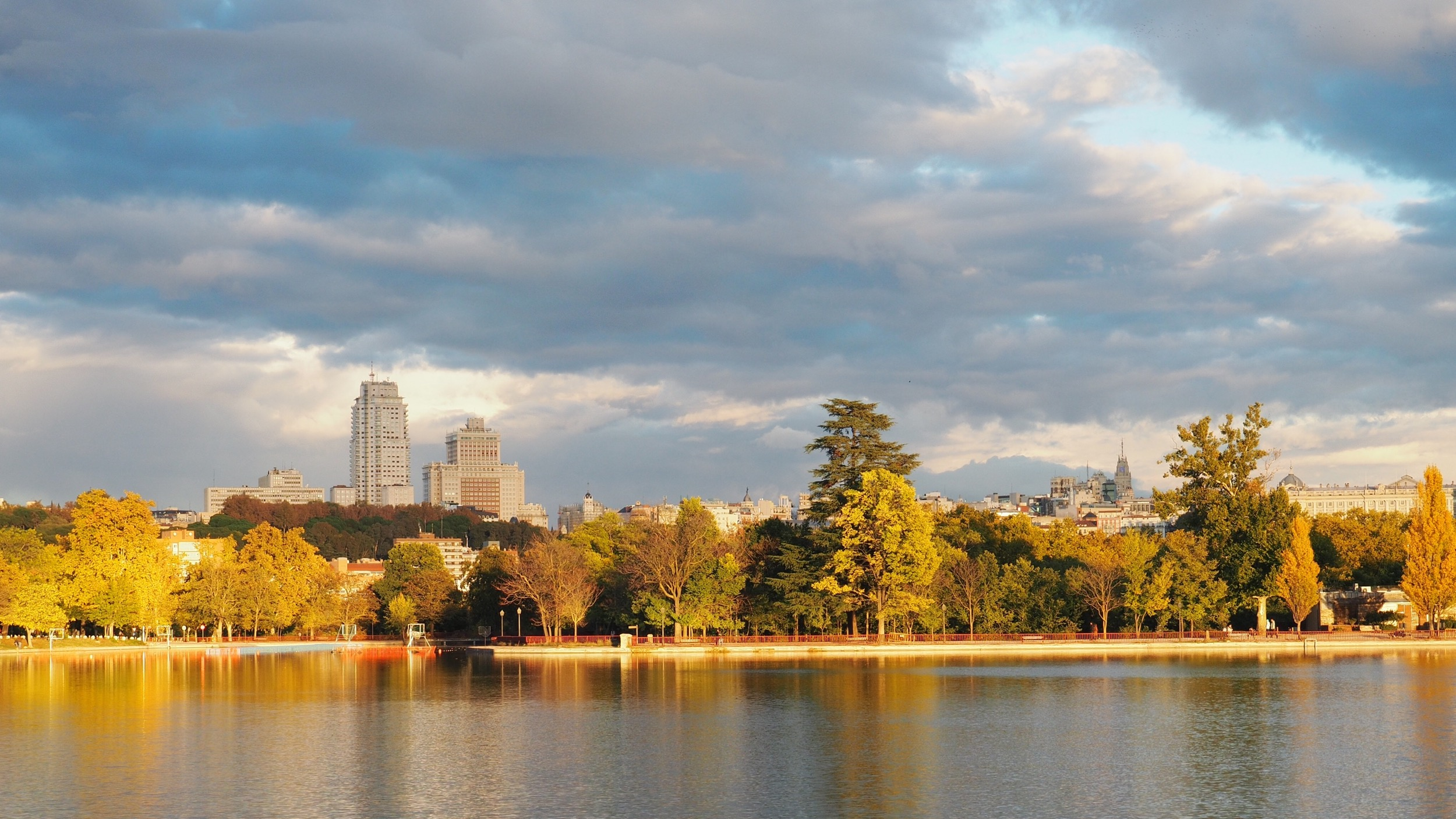
Lado oriental del lago y panorama urbano de Madrid.

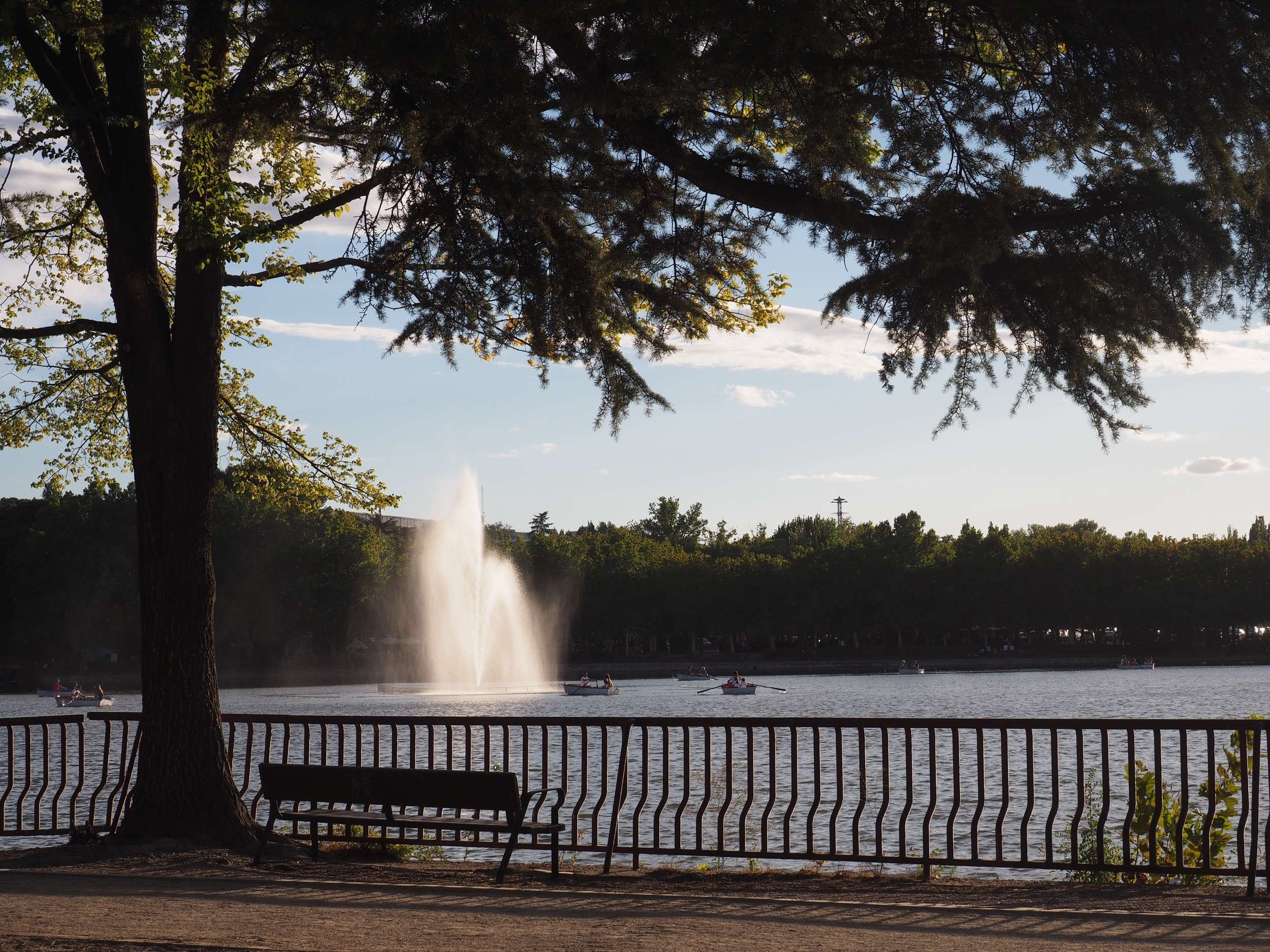
El surtidor central desde una de las orillas del lago.

El lago de Casa de Campo ocupa una superficie superficie de 80 150 m², lo que significa que es 2,15 veces mayor que el Estanque Grande del parque del Retiro, también en Madrid, construido, este último, en el siglo XVII. 
Tiene una capacidad de 164 883 m³ y su profundidad media es de 2,85 m, con un máximo de 4,50 m y un mínimo de 1,20 m. Debido a su escasa profundidad, reúne características propias de los lagos polimícticos, con tiempos cortos de retención del agua, y de los lagos eutróficos, especialmente ricos en nutrientes.
Tiene planta irregular, con una gran área redondeada, de cuyo extremo nororiental surge un apéndice alargado con forma de mango. Su perímetro se adapta, mediante un recorrido ondulante, a la orografía del terreno, si bien todavía se conservan algunos tramos rectilíneos que remiten al primitivo trazado renacentista.
Aunque históricamente el lago se ha alimentado del arroyo Meaques, por medio de canalizaciones, en el momento actual se abastece del Canal de Isabel II, la empresa que gestiona el suministro de agua en la Comunidad de Madrid. De manera muy ocasional se ha surtido de otras fuentes, como líquidos freáticos captados de alguna gran obra.
Durante algún tiempo se sostuvo que el lago podía tener un origen natural, ante la presunción de que podían existir manantiales en el fondo. En una limpieza realizada en 1982, en la que se procedió a su vaciado, esta idea se desestimó por completo.
En cuanto a su fauna, el lago ha albergado distintas especies piscícolas, como la carpa común, el percasol, el carpín, la tenca, el barbo, el pez gato y la gambusia. La introducción de algunas de estas especies, como la carpa, el percasol y la gambusia, supusieron una grave amenaza a las especies autóctonas del río Manzanares en el lago, llegando a hacerlas desaparecer en su totalidad, En consecuencia, y siguiendo la legislación y recomendaciones ecológicas, el Ayuntamiento de Madrid tuvo que sacrificar los 14 000 peces que se encontraban en el lago tras el drenado, limpieza y la reforma del mismo entre los años 2017 y 2018 para posteriormente reintroducir poco a poco especies autóctonas. En él también habitan diferentes colonias de aves acuáticas, entre las que cabe destacar el porrón europeo, el ánade azulón, el cormorán y la gaviota reidora.
Con respecto a su flora, su contorno estuvo poblado desde el siglo XVI de chopos, especie que todavía persiste, junto con otros árboles de ribera. No obstante, la mayor parte de su arbolado corresponde a especies características de la jardinería, como el pino y el plátano de sombra. Uno de ellos es el llamado Plátano Gordo, un ejemplar de unos 200 años de edad, que figura en catálogo de árboles singulares de la Comunidad de Madrid. Su altura es de 20 m y su diámetro de copa de aproximadamente 21 m. 
En referencia a sus instalaciones, el lago cuenta con un embarcadero que permite la navegación recreativa y la práctica del piragüismo. Cerca de éste se encuentra el Centro de Información y Educación Ambiental de la Casa de Campo, dependiente del Ayuntamiento de Madrid, que tiene como objetivo la divulgación de los valores naturales, históricos y culturales del parque. Las orillas están acondicionadas con paseos, barandillas, bancos y miradores, además de diversos elementos ornamentales, como un ancla donada por la Real Liga Naval Española y colocada en 1979. Existe también una zona de restaurantes.